# Tom Robinson (Leichtathlet)
Tom Robinson (eigentlich Thomas Augustus Robinson; * 16. März 1938 in Nassau; † 25. November 2012 ebenda) war ein bahamaischer Sprinter.
Bei den Olympischen Spielen 1956 in Melbourne schied er über 100 und 200 Meter im Vorlauf aus.
1958 siegte er bei den British Empire and Commonwealth Games in Cardiff über 220 Yards und gewann Silber über 100 Yards. Bei den Olympischen Spielen 1960 in Rom erreichte er über 100 und 200 Meter das Halbfinale.
1962 siegte er bei den Zentralamerika- und Karibikspielen über 100 Meter und holte bei den British Empire and Commonwealth Games in Perth Silber über 100 Yards. Einem achten Platz über 100 Meter bei den Olympischen Spielen 1964 in Tokio folgte eine Silbermedaille über 100 Yards bei den British Empire and Commonwealth Games 1966 in Kingston.
Bei seiner vierten Olympiateilnahme schied er 1968 in Mexiko-Stadt über 100 Meter im Vorlauf und mit der bahamaischen Mannschaft in der 4-mal-100-Meter-Staffel im Halbfinale aus.
Das 1981 in seiner Heimatstadt Nassau errichtete Thomas A. Robinson National Stadium wurde nach ihm benannt. 2012 starb er an einem 2008 diagnostizierten Magenkarzinom.

## Persönliche Bestzeiten
- 100 yds: 9,4 s, 6. August 1966, Kingston
- 100 m: 10,38 s, 14. Oktober 1964, Tokio
- 200 m: 20,8 s, 26. März 1960, Abilene